# Tobias Sana
Tobias Sana (* 11. Juli 1989 in Göteborg) ist ein offensiver burkinisch-schwedischer Fußballspieler.

## Kindheit
Sana wurde 1989 als Kind einer schwedischen Mutter und eines burkinischen Vaters in Göteborg geboren. Er wuchs auch im Raum Göteborg auf.

## Karriere

### Karrierestart in Schweden
Sana begann mit dem Fußballspielen bei Marieholms BOIK, ehe er in die Jugendabteilung von Västra Frölunda IF wechselte. Von dort zog er zum Lokalrivalen Qviding FIF weiter, für den er 2008 in der Superettan debütierte. Beim Zweitligaaufsteiger bestritt er 22 Saisonspiele und erzielte zwei Tore. Anschließend wechselte der Nachwuchsspieler innerhalb der Stadt zum IFK Göteborg, bei dem er einen bis Ende 2012 gültigen Vertrag unterzeichnete. Zu Beginn der Erstliga-Spielzeit 2009 debütierte er in der Allsvenskan, konnte sich aber keinen Stammplatz erspielen. Im Sommer kehrte er daher nach fünf Erstligapartien aufgrund einer Klausel in seinem Vertrag auf Leihbasis zu seiner vormaligen Spielstation zurück und bestritt für Qviding FIF sieben Spiele bis zum Saisonende, der Klub verpasste jedoch den Klassenerhalt in der zweiten Liga.
Nach seiner Rückkehr zu IFK Göteborg war Sana zunächst unter dem Trainerduo Jonas Olsson und Stefan Rehn weiterhin lediglich Ergänzungsspieler bei der Erstliga-Mannschaft, ehe er sich an der Seite von Ragnar Sigurðsson, Tobias Hysén, Andreas Drugge und Karl Svensson zu Beginn der Spielzeit 2011 einen Stammplatz erkämpfte. Bis zum Saisonende kam er in 26 Partien zum Einsatz und erreichte mit der Mannschaft den siebten Tabellenplatz. Auch nach einem Trainerwechsel – Mikael Stahre übernahm zum Jahreswechsel – gehörte er in der ersten Saisonhälfte der Spielzeit 2012 weitestgehend zur Stammformation, wenngleich er mit dem Klub in den Abstiegskampf rutschte. Im April meldete der Verband Burkina Fasos Interesse an, Sana als Nationalspieler für die burkinische Landesauswahl aufzulaufen. Der Spieler gab an, geschmeichelt zu sein, sich jedoch keine Gedanken über die Nationalmannschaft gemacht zu haben. Zudem besaß der Sohn eines Burkiners zu jenem Zeitpunkt keinen entsprechenden Pass.

### Wechsel ins Ausland und Sprung in die Nationalelf
Am 1. August 2012 stellte Frank de Boer Sana als Neuzugang beim niederländischen Klub Ajax Amsterdam vor, bei dem bereits Sanas Vorbilder Patrick Kluivert und Zlatan Ibrahimović gespielt hatten, und wohnte der Unterzeichnung eines Drei-Jahres-Vertrags bei. Hatte Sana knapp zwei Wochen später als Einwechselspieler für Lasse Schøne beim 2:2-Unentschieden gegen AZ Alkmaar für den Klub in der Eredivisie debütiert, krönte er seinen ersten Auftritt in der Startformation am zweiten Spieltag mit zwei Toren beim 6:1-Auswärtserfolg bei NEC Nijmegen. Als Stammspieler auf dem rechten Flügel lief er für den Klub auch in der UEFA Champions League auf, sein erstes Spiel in diesem Wettbewerb bestritt er anlässlich einer 0:1-Auswärtsniederlage beim deutschen Meister Borussia Dortmund.
Sanas guten Leistungen in den Niederlanden führten ihn in den Kreis der schwedischen Nationalmannschaft. In der Presse wurde bei seiner Berufung hervorgehoben, dass er nicht den Weg über eine der schwedischen Nachwuchsnationalmannschaft zur A-Nationalelf begangen hatte. Unter Nationaltrainer Erik Hamrén debütierte er am 16. Oktober 2012 im WM-Qualifikationsspiel gegen Deutschland, als er in der 78. Spielminute beim Spielstand von 3:4 zur Stärkung der Offensive eingewechselt – Schweden hatte einen zwischenzeitlichen 0:4-Rückstand aufgeholt – wurde und in der Nachspielzeit den Ausgleichstreffer von Rasmus Elm miterlebte.
Sana wechselte im Jahr 2015 wieder nach Schweden und schloss sich dem Malmö FF an. 2017 wechselte er nach Dänemark zu Aarhus GF. Von dort erfolgte im Jahr 2019 ein Transfer zum IFK Göteborg. Eine weitere Station führte Sana zwischen 2022 und 2024 zum BK Häcken. Seit Februar 2024 steht er nunmehr beim Zweitligisten Örgryte IS unter Vertrag.

## Erfolge
Ajax Amsterdam
- Niederländischer Meister: 2013, 2014
- Niederländischer Supercupsieger: 2014

Malmö FF
- Schwedischer Meister: 2016, 2017

IFK Göteborg
- Schwedischer Pokalsieger: 2020

BK Häcken
- Schwedischer Meister: 2022